# 하야토정
하야토정(일본어: 隼人町)은 일본 가고시마현 중앙부에 있던 정이다. 2005년 11월 7일에 고쿠부시, 아이라군 미조베정·요코카와정·마키조노정·기리시마 ·후쿠야마정과 합병해 기리시마시 하야토정이 되었다.
동쪽에 위치한 고쿠부시와 사실상 생활권이 일체화되어 있으며, 하야토 고쿠분(고쿠분 하야토) 지역은 가고시마현 내에서도 손꼽히는 도시로 알려져 있다. 이 지역은 가고시마 공항과 규슈자동차도 등 교통이 편리한 점을 살려 공업도 활발하며, 고쿠분 하야토 테크노폴리스에도 지정되는 등 활기찬 지역이다.

## 역사
- 1889년 4월 1일 - 정촌제 시행에 수반해 니시오쿠군 니시코쿠부촌, 시미즈촌,  구와바라군 니시소노야마촌이 성립하였다.
- 1896년 3월 29일 - 니시오쿠군, 구와바라군이 아이라군에 합병되었다.
- 1929년 10월 10일 - 니시고쿠부촌이 정으로 승격해 하야토정이 개칭되었다.
- 1930년 1월 1일 - 니시소노야마촌이 히나타야마촌으로 개칭되었다.
- 1953년 5월 3일 - 히나타야마촌이 정으로 승격해, 히나타야마정이 되었다.
- 1954년 4월 1일 - 하야토정, 히나타야마정, 시미즈촌과 신설합병해, 하야토히나타야마정이 되었다.
- 1957년 4월 1일 - 하야토정으로 다시 개칭되었다.
- 2005년 11월 7일 - 고쿠부시, 아이라군 미조베정·요코카와정·마키조노정·기리시마정·후쿠야마정과 합병해 기리시마시가 되었다.

## 교통

### 공항
- 가고시마 공항

### 철도
- 규슈 여객철도
  - 닛포 본선

### 도로
- 히가시큐슈 자동차도
- 국도 제10호선
- 국도 제223호선

## 출신
- 토야마 코이치 - 가수
- 야마우치 도모히로 - 프로축구 선수

## 참고 문헌
- 角川日本地名大辞典編纂委員会,『角川日本地名大辞典 鹿児島県』1983, 角川書店